# 卡尼亞達塞拉達峰
8°53′36″N 70°47′25″W / 8.8932°N 70.7904°W
卡尼亞達塞拉達峰（西班牙語：Cerro Cañada Cerrada），是委內瑞拉的山峰，位於該國西部梅里達州，屬於梅里達內華達山脈中庫拉塔山脈的一部分，東面有彼德拉內格拉峰和聖巴巴拉峰，海拔高度3,879米。